# Igreja de São Martinho (Padroso)
A Igreja de São Martinho apresenta-se como a Igreja Matriz de Padroso, freguesia situada no Município de Montalegre, Distrito de Vila Real.
Esta igreja, com um campanário, tem a particularidade de possuir uma torre sineira afastada do corpo principal do templo e colocada em frente deste. É dotada de uma silheira aparente de granito em arco de volta perfeita permitindo a entrada no adro. Este conjunto é de origem medieval.